# Instance du développement durable et des droits des générations futures
L'Instance du développement durable et des droits des générations futures est une instance constitutionnelle tunisienne créée par la Constitution de 2014.

## Histoire
L'instance n'a toujours pas vu le jour malgré l'appel des associations concernées par le développement durable.

## Fonctionnement
D'après l'article 125, l'instance jouit de l'autonomie financière et administrative. Elle doit en outre présenter un rapport annuel à l'Assemblée des représentants du peuple.
L'article 129 de la Constitution définit le rôle de l'instance comme suit :

« L’Instance du développement durable et des droits des générations futures est obligatoirement consultée pour les projets de lois relatifs aux questions économiques, sociales et environnementales ainsi que pour les plans de développement. L’instance peut donner son avis pour les questions qui relèvent de son domaine de compétence. »

Le 13 juin 2019, l'Assemblée des représentants du peuple vote la loi organique fixant sa mission, ses prérogatives, sa composition, la représentativité en son sein, son mode d'élection et son organisation ainsi que les méthodes de son questionnement.

## Composition
Les membres sont désignés par l'Assemblée des représentants du peuple sur la base de leurs compétences et de leur intégrité pour un mandat unique de six ans d'après l'article 129.
La liste des membres est toujours inconnue en juillet 2019.